# Aphylla caraiba
Aphylla caraiba är en trollsländeart som beskrevs av Selys 1854. Aphylla caraiba ingår i släktet Aphylla och familjen flodtrollsländor. Inga underarter finns listade i Catalogue of Life.